# Landstück
Landstück ist ein deutscher Dokumentarfilm von Volker Koepp. Der Film feierte seine Premiere im Rahmen der 66. Internationalen Filmfestspiele Berlin am 17. Februar 2016 im Delphi Filmpalast. Der offizielle Kinostart war am 3. März 2016.

## Handlung
Im Nordosten Deutschlands wird seit Jahrhunderten Landwirtschaft betrieben. Die weitgeschwungenen Felder der Uckermark reichen bis zum Horizont. Als die landwirtschaftlichen Produktionsgenossenschaften der DDR abgewickelt wurden, konnten sich die Äcker erholen. Naturschutzgebiete sind entstanden und bäuerliche Familienbetriebe haben sich auf ökologischen Anbau umgestellt. Doch die globale Gier nach Land hat auch den Norden Brandenburgs erreicht. Der Staat verkauft das Land inzwischen an ortsfremde Großinvestoren. Monokulturen, Windräder, Tiermastbetriebe, und Biogasanlagen verändern das Landschaftsbild. Volker Koepps Film handelt vom Leben der Menschen in dieser dünnbesiedelten Gegend. Er besucht seine unmittelbaren Nachbarn, Dorfbewohner, Zugezogene, Landwirte und Umweltschützer. Sie erzählen von ihrem Alltag, ihren Sorgen und Visionen.

## Hintergrund
Landstück wurde von Vineta Film in Co-Produktion mit dem Rundfunk Berlin-Brandenburg produziert. Nach Das weite Feld (1976) und Uckermark (2002) ist der Film die bereits dritte Dokumentation Volker Koepps über die Region und ihre Menschen.